# Macquartia rufipalpis
Macquartia rufipalpis là một loài ruồi trong họ Tachinidae.